# 3577 Putilin
3577 Putilin eller 1969 TK är en asteroid i huvudbältet som upptäcktes den 7 oktober 1969 av den ryska astronomen Ljudmila Tjernych vid Krims astrofysiska observatorium på Krim. Den har fått sitt namn efter den ryske astronomen Ivan I. Putilin.
Asteroiden har en diameter på ungefär 49 kilometer och den tillhör asteroidgruppen Hilda.